# جيمس رودني ريتشارد
جيمس رودني ريتشارد (بالإنجليزية: J. R. Richard)‏ (و. 1950  م) هو لاعب كرة قاعدة أمريكي، مركز لعبه هو مرسل الكرة ‏.

## روابط خارجية
- جيمس رودني ريتشارد على موقع دوري كرة القاعدة الرئيسي (الإنجليزية)
- جيمس رودني ريتشارد على موقعبيزبول رفرنس.كوم (الدوري الرئيسي) (الإنجليزية)
- جيمس رودني ريتشارد على موقعبيزبول رفرنس.كوم (الدوري الثانوي) (الإنجليزية)
- جيمس رودني ريتشارد على موقع مشجعي الرسوم البيانية (الإنجليزية)
- جيمس رودني ريتشارد على موقع قاعة لويزيانا للمشاهير الرياضية (الإنجليزية)